# (6046) 1991 RF14
(6046) 1991 RF14 es un asteroide perteneciente al cinturón de asteroides, región del sistema solar que se encuentra entre las órbitas de Marte y Júpiter, descubierto el 13 de septiembre de 1991 por Henry E. Holt desde el Observatorio del Monte Palomar, Estados Unidos.

## Designación y nombre
Designado provisionalmente como 1991 RF14. 

## Características orbitales
1991 RF14 está situado a una distancia media del Sol de 2,299 ua, pudiendo alejarse hasta 2,635 ua y acercarse hasta 1,964 ua. Su excentricidad es 0,145 y la inclinación orbital 6,935 grados. Emplea 1273,69 días en completar una órbita alrededor del Sol.

## Características físicas
La magnitud absoluta de 1991 RF14 es 13,6. Tiene 5,336 km de diámetro y su albedo se estima en 0,187. 